# Regierung Zdeněk Fierlinger II
Die tschechoslowakische Regierung Fierlinger II, auch als Erste Regierung der Nationalfront bezeichnet, geführt vom Ministerpräsidenten Zdeněk Fierlinger, war vom 6. November 1945 bis zum 2. Juli 1946 im Amt. Sie folgte der Regierung Zdeněk Fierlinger I und wurde ersetzt durch die Regierung Klement Gottwald I.

## Regierungsbildung
Die Regierung Zdeněk Fierlinger I wurde am 6. November 1945 neu bestimmt, weil sich kurz zuvor am 28. Oktober 1945 die Provisorische Nationalversammlung als das überhaupt erste gesetzgeberische Nachkriegsorgan konstituierte, auch wenn dies noch nicht in direkter und geheimer Wahl geschah. Der zweite Grund für die Reorganisation waren Unstimmigkeiten zwischen den Regierungsparteien über den Umgang untereinander. Die Regierung war im Amt bis zu den Parlamentswahlen 1946 und der nachfolgenden Bildung der Regierung Klement Gottwald I.

## Regierungszusammensetzung
Beteiligte Parteien:
- Československá sociální demokracie (ČSSD), Tschechoslowakische Sozialdemokratie
- Komunistická strana Československa (KSČ), Kommunistische Partei der Tschechoslowakei
  - Komunistická strana Slovenska (KSS), Kommunistische Partei der Slowakei
- Demokratická strana (DS), slowakische Demokratische Partei
- Československá strana národně socialistická (ČSNS), Volkssozialistische Partei
- Československá strana lidová (ČSL), katholische Volkspartei

Die zweite Regierung von Zdeněk Fierlinger setzte sich aus folgenden Mitgliedern zusammen:
- Zdeněk Fierlinger (ČSSD): Premierminister
- Klement Gottwald (KSČ): stellvertretender Premierminister
- Jaroslav Stránský (ČSNS): stellvertretender Premierminister
- Viliam Široký (KSS): stellvertretender Premierminister
- Jan Šrámek (ČSL): stellvertretender Premierminister
- Ján Ursíny (DS): stellvertretender Premierminister
- Jan Masaryk (parteilos): Außenminister
- Ludvík Svoboda (parteilos): Verteidigungsminister
- Hubert Ripka (ČSNS): Außenhandelsminister
- Václav Nosek (KSČ): Innenminister
- Vavro Šrobár (DS): Finanzminister
- Zdeněk Nejedlý (KSČ): Bildungsminister
- Prokop Drtina (ČSNS): Justizminister
- Václav Kopecký (KSČ): Informationsminister
- Bohumil Laušman (ČSSD): Industrieminister
- Július Ďuriš (KSS): Landwirtschaftsminister
- Ivan Pietor (DS): Handelsminister
- Antonín Hasal (parteilos): Verkehrsminister
- František Hála (ČSL): Postminister
- Jozef Šoltész (KSS): Sozialminister
- Adolf Procházka (ČSL): Gesundheitsminister
- Václav Majer (ČSSD): Ernährungsminister
- Vladimír Clementis (KSS): Staatssekretär im Außenministerium
- Mikuláš Ferjenčík (parteilos): Staatssekretär im Verteidigungsministerium
- Ján Lichner (DS): Staatssekretär im Außenhandelsministerium

Während der Amtszeit kam es zu keinen personellen Änderungen.

## Verweise